# Rio Maputo
O rio Maputo, que desagua na extremidade sul da Baía de Maputo, tem uma extensão de 150 km e serve durante alguns quilómetros de fronteira sul entre Moçambique e a província de KwaZulu-Natal da África do Sul.
Este rio tem uma bacia hidrográfica de 1570 km2 e é formado pela confluência dos rios Pongola e Ngwavuma, que nascem nas montanhas Drakensberg, na África do Sul, e o rio Suthu, que tem origem no Essuatíni.